# چیسکاس
چیسکاس (انگلیسی: Chiscas) نام یک منطقه مسکونی در کلمبیا است.